# Ccheng Siao-fen
Ccheng Siao-fen (čínsky pchin-jinem Céng Xiǎofēn, znaky 曾小芬, POJ: Chêng Sióhun), (* 16. listopadu 1972) je bývalá tchajwanská zápasnice – judistka.

## Sportovní kariéra
V tchajwanské ženské reprezentaci se pohybovala od počátku devadesátých let dvacátého století v lehké váze váze do 56 kg. V roce 1992 se na olympijských hrách v Barceloně nekvalifikovala. Od roku 1993 přešla do nižší polehké váhy do 52 kg a v roce 1996 startovala na olympijských hrách v Atlantě. V Atlantě nestačila v úvodním kole na Korejku Hjon Suk-hui. Po olympijských hrách se na větších mezinárodních turnajích neobjevovala.

## Výsledky
| Turnaj            | 1990       | 1991       | 1992       | 1993           | 1994           | 1995           | 1996           |
| Turnaj            | 18         | 19         | 20         | 21             | 22             | 23             | 24             |
| Turnaj            | lehká váha | lehká váha | lehká váha | pololehká váha | pololehká váha | pololehká váha | pololehká váha |
| ----------------- | ---------- | ---------- | ---------- | -------------- | -------------- | -------------- | -------------- |
| Olympijské hry    |            |            | —          |                |                |                | úč.            |
| Mistrovství světa |            | úč.        |            | úč.            |                | úč.            |                |
| Asijské hry       | —          |            |            |                | 3.             |                |                |
| Mistrovství Asie  |            | 3.         |            | 3.             |                | ?              | ?              |
| Univerziáda       |            |            |            |                |                | úč.            |                |
| MS juniorů        | 2.         |            |            |                |                |                |                |